# Mittlere Ebrach
Die Mittlere Ebrach (auch Mittelebrach genannt) ist ein etwa 30 km langer, rechter und südwestlicher Zufluss der Rauhen Ebrach in Franken. Sie fließt ausschließlich durch den Landkreis Bamberg und durchquert dabei die Naturräume Steigerwald und Ebrach-Aisch-Platten. Die Mittlere Ebrach entspringt in der Gemeinde Ebrach und verläuft zunächst in nordöstlicher Richtung. Anschließend fließt sie straff in Richtung Osten mit einer leichten südlichen Tendenz. Auf ihrem Weg durchquert sie die Gemeinden Ebrach, Burgwindheim und Burgebrach. Bei Grasmannsdorf mündet die Mittlere Ebrach schließlich in die Rauhe Ebrach.

## Geographie

### Verlauf

#### Quelle
Die Mittlere Ebrach hat zwei bedeutende Quellarme, die beide im Naturpark Steigerwald am Nordhang des Kreuzberg liegen. Die Quelle des rechten Quellarms befindet sich etwa 0,5 km nördlich des Ebracher Ortsteils Hof und etwa 1,2 km südlich von Kleingressingen auf etwa 429 m ü. NHN. Diese Quelle ist offiziell beschildert und wird in vielen Karten als Ursprung des Flusses angegeben, der zugehörige Quellarm fließt nordwärts. Der linke Quellarm dagegen liegt etwa 1,0 km nordwestlich von Hof und 1,4 km südwestlich von Kleingressingen auf einer Höhe von etwa 438 m ü. NHN. Diese Quelle ist zwar nicht offiziell beschildert, wird jedoch im UmweltAtlas Bayern (UAFG) als Ausgangspunkt des Flusses angesehen und wird daher in vielen geographischen Darstellungen ebenfalls als Quelle des Flusses angesehen, der dort beginnende Quellarm fließt nordostwärts. Im weiteren Verlauf wird die Beschreibung der Mittleren Ebrach von der linken, westlichen Quelle ausgehend beschrieben. In unmittelbarer Nähe befindet sich außerdem die Quelle der Reichen Ebrach.

#### Oberlauf
Der Oberlauf verläuft zunächst in nordöstlicher Richtung und im Wald des Altengrunds. Östlich des Flusses erhebt sich der 455 Meter hohe Wildenberg. Aus dem Altengrund mündet von Westen der erste kleine Zufluss in die Mittlere Ebrach ein. Der Fluss setzt seinen Weg in nordöstlicher Richtung fort und erreicht kurze Zeit später den Ort Kleingressingen, einen Ortsteil der Gemeinde Ebrach. Nach dem Ort Kleingressingen läuft die Mittlere Ebrach in nordöstlicher Richtung weiter und verliert dabei kontinuierlich an Höhenmetern.
Anschließend erreicht der noch junge Fluss das Naturschutzgebiet Weihergrund bei Ebrach. Kernbestandteile dieses Gebiets sind drei sehr naturnahe Teiche mit reichlichem Röhrichtbestand sowie eine über fünf Hektar große, zusammenhängende Feuchtgebietsfläche, auf der Schilf, Seggen und Hochstauden stehen. Schmale Feuchtgebietsstreifen, kleine Bachauwaldreste und ein dichter Gehölzsaum begleiten die Mittlere Ebrach entlang ihres Laufs im Naturschutzgebiet. Im Naturschutzgebiet mündet aus dem Westen der Sandwiesenbach in die Mittlere Ebrach. Weiter nördlich, ebenfalls noch im Naturschutzgebiet, kommt aus dem Westen ein namenloser Zufluss hinzu. Im nördlichen Teil des Naturschutzgebiets stößt zudem ein weiterer namenloser Zufluss aus dem Osten hinzu, der in Großgressingen entspringt.
Nach dem Verlassen des Naturschutzgebiets Weihergrund erreicht die Mittlere Ebrach den Kernort der Gemeinde Ebrach. Ab hier wendet sich der Flusslauf der Mittleren Ebrach schnell nach Osten. Von links mündet der Handthaler Graben in den Fluss, dessen Quellgebiet im Ebracher Forst liegt. In Ebrach durchquert die Mittlere Ebrach das Gebiet des Klosters Ebrach. Nach dem Verlassen des Ortes Ebrach ändert sich der Verlauf der Mittleren Ebrach leicht nach Süden. Das Gewässer verläuft anschließend südlich an der Unteren Mühle vorbei, die zur Gemeinde Ebrach gehört.

#### Mittellauf
Auf der linken Seite des Flusses liegen die Berge Mühlrangen (424 Meter hoch) und der Schmerber Berg (425 Meter hoch). Ebenfalls auf der linken Seite befinden sich das Schutzgebiet Naturwald Webera sowie das Tanklager Ebrach. Zwischen Ebrach und Eberau münden von rechts zwei namenlose Zuflüsse in die Mittlere Ebrach. Weiter südlich wird der Ort Ebrau erreicht, der südlich des Flusses liegt. In Ebrau stößt von links der Schmerber Graben zur Mittleren Ebrach hinzu. Nach Eberau mündet von rechts der Entenbach, ein bedeutender Zufluss, in die Mittlere Ebrach. Zusätzlich kommt von links ein namenloser Zufluss hinzu. Der Fluss verläuft nun nahezu parallel zur Bundesstraße 22 (auch Straße der Residenzen genannt), die zwei großflächige Waldflächen des Nordsteigerwaldes trennt.
Das Gewässer, das weiterhin parallel zur Bundesstraße 22 verläuft, ändert seinen Verlauf allmählich und bewegt sich nun stetig in Richtung Südosten. Bald darauf mündet von links der Bach aus dem Schmiedsgrund in die Mittlere Ebrach. Von rechts kommen aus dem Winkelhofer Forst, der südlich des Flusses liegt, zwei kleinere namenlose Bäche hinzu. Kurz darauf stößt von links der Dachsgraben, ein weiterer wichtiger Zufluss, zur Mittleren Ebrach hinzu. Nach dem Dachsgraben mündet von links ein weiterer Graben, der seinen Ursprung in der Hirschbrunnenquelle hat, in die Mittlere Ebrach. Der Fluss durchläuft anschließend einen naturnahen Zustand, indem er sich in sanften Schleifen durch die Landschaft schlängelt. Der Flussverlauf bleibt weiterhin parallel zur Bundesstraße 22 und bewegt sich in östlicher Richtung.
Bald darauf erreicht die Mittlere Ebrach den Ort Untersteinach, den sie nördlich passiert. Nördlich des Ortes Untersteinach teilt sich die Mittlere Ebrach in zwei Stränge auf. Einer dieser Stränge fließt zur Mendenmühle, während der andere weiterhin als Mittlere Ebrach verläuft. Im Ort Untersteinach unterquert der Fluss die Staatsstraße BA 44. Östlich des Ortes mündet der Steinachbach, der wichtigste und längste Zufluss der Mittleren Ebrach, in den Fluss ein. Kurz darauf erreicht die Mittlere Ebrach die Mendenmühle, die zur Gemeinde Burgwindheim gehört. Nach der Mendenmühle vereinigen sich die beiden Stränge wieder zu einem einzigen Flusslauf.

#### Unterlauf
Anschließend mündet von links der Rambach, der seinen Ursprung im Koppenwinder Forst hat, in die Mittlere Ebrach. Daraufhin erreicht das Gewässer den Ort Burgwindheim, den es durchquert. Im Ort unterquert die Mittlere Ebrach außerdem die Bundesstraße 22. Östlich von Burgwindheim mündet von rechts der Schrappachsbach, ein längerer Zufluss, in die Mittlere Ebrach. Der Fluss setzt seinen Weg in südöstlicher Richtung fort und erreicht kurze Zeit später den Ortsteil von Burgwindheim, den er südlich passiert. Östlich des Ortes mündet von rechts ein namenloser Bach in den Fluss, dessen Quellgebiet im Burgwindheimer Forst liegt. Anschließend schlängelt sich die Mittlere Ebrach in Richtung des Burgwindheimer Ortsteils Kötsch. In Kötsch mündet von rechts ein weiterer namenloser Bach in die Mittlere Ebrach.
Östlich von Kötsch überschreitet die Mittlere Ebrach die Grenze zwischen den Gemeinden Burgwindheim und Burgebrach und erreicht anschließend den Ortsteil Mönchherrnsdorf von Burgebrach. Im Ortsgebiet mündet von links der Geiselbach, der seine Quelle in den Tiefen des Staatsforstes Lindach hat, in die Mittlere Ebrach. Daraufhin schlängelt sich der Fluss weiter in südöstlicher Richtung und passiert den Ort Wolfsbach südlich. Kurz nachdem die Mittlere Ebrach Wolfsbach passiert hat, erreicht der Fluss den Ort Mönchsambach, der auf etwa 275 Metern Höhe liegt. Im Ort mündet von rechts der Büchelbach in die Mittlere Ebrach. Anschließend fließt der Fluss durch die drei Ortsteile von Burgebrach: Manndorf und Krumbach, die nördlich des Gewässers liegen, sowie Dürrhof, der südlich des Flusses liegt.
Daraufhin mündet von links der Mörderbrunnenbach, auch Krumbach genannt, in die Mittlere Ebrach, die weiterhin in östlicher Richtung fließt. Anschließend erreicht das Gewässer den Ort Volkmannsdorf, den es südlich passiert. Der Fluss verläuft weiterhin südlich und passiert die Orte Klemmenhof und Schatzenhof. Nördlich des Gewässers erhebt sich der 291 Meter hohe Lerchenberg. Östlich von Schatzenhof teilt sich die Mittlere Ebrach in zwei Stränge. Der nördliche Strang, der Mühlbach genannt wird, und der südliche Strang, der weiterhin als Mittlere Ebrach bezeichnet wird, fließen beide in östlicher Richtung. Kurz vor Burgebrach mündet von links der Lochgraben in das Gewässer. In Burgebrach vereinigen sich die beiden Stränge wieder.

#### Mündung

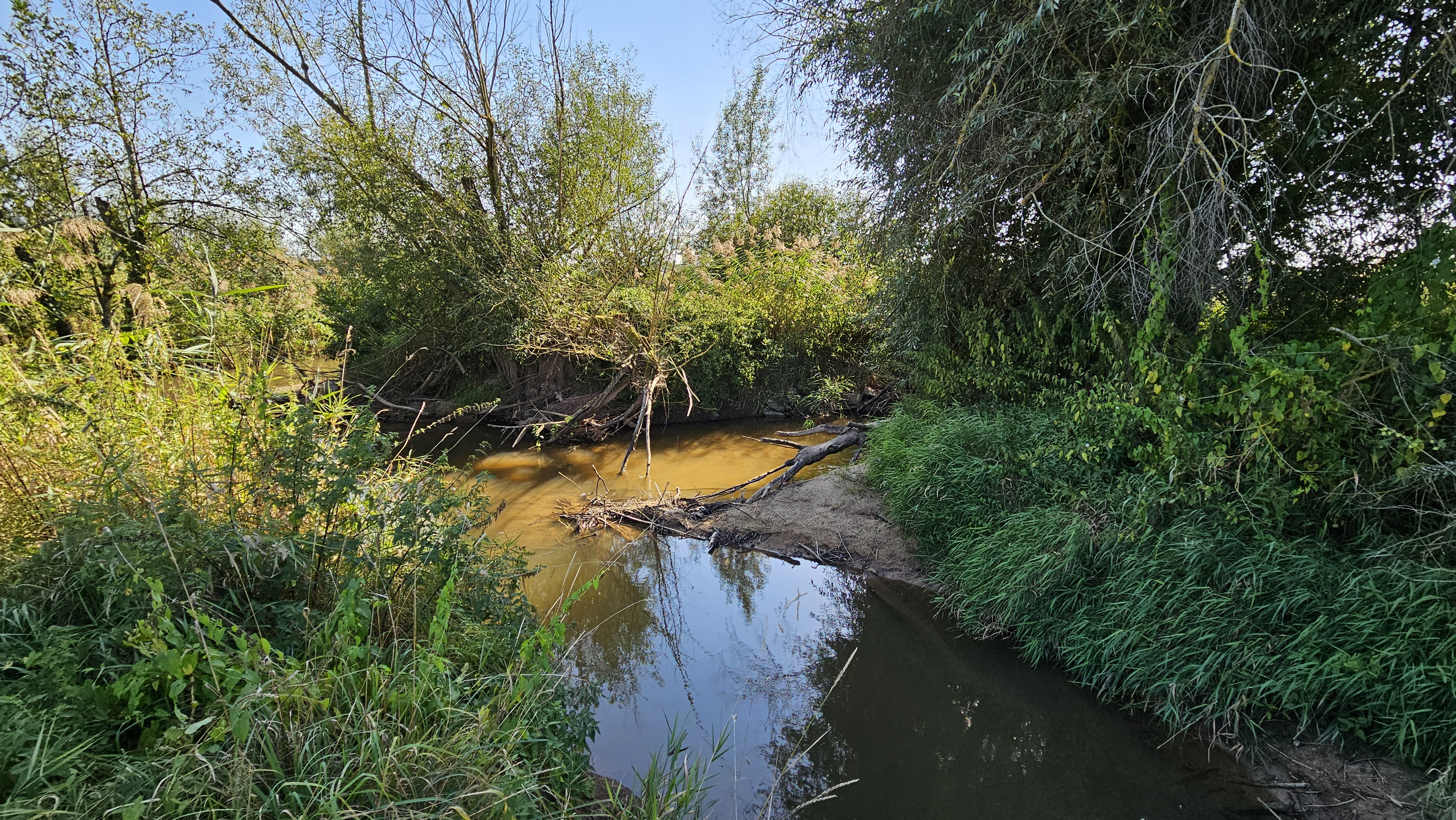
Die Mittlere Ebrach (von rechts im Bild) mündet in die Rauhe Ebrach (von unten im Bild)

Östlich von Burgebrach mündet von rechts der Försdorfer Bächla, ein letzter Zufluss, in die Mittlere Ebrach, die sich nun in ihren letzten Flusskilometern befindet. Der Fluss schlängelt sich weiter in östlicher Richtung und mündet nach insgesamt 29,7 Kilometern von rechts und etwa 177 Höhenmeter unterhalb ihrer Quelle in die Rauhe Ebrach. Die Mittlere Ebrach hat somit ein mittleres Sohlgefälle von etwa 6 ‰.

### Einzugsgebiet
Das 133,95 km² große Einzugsgebiet der Mittleren Ebrach wird durch sie über die Rauhe Ebrach, die Regnitz, den Main und den Rhein zur Nordsee entwässert.
Es grenzt
- im Süden an das Einzugsgebiet der Reichen Ebrach, die in die Regnitz mündet;
- im Westen an das der Schwarzach, die in den Main mündet;
- im Nordwesten an das der Volkach, die in den Main mündet;
- im Norden an das Einzugsgebiet der Rauhen Ebrach, die in die Regnitz mündet. Das Einzugsgebiet ist in den höheren Randbereichen bewaldet und in den Tälern wechseln landwirtschaftliche Nutzflächen mit Siedlungen ab. Die höchste Erhebung ist der Katzenberg mit einer Höhe von 475 m ü. NHN im Südwesten des Einzugsgebiets.

### Zuflüsse
Die Mittlere Ebrach besitzt zahlreiche Zuflüsse, die ihr Wasser aus dem Einzugsgebiet zuführen. Der längste Zufluss ist der Steinachbach, der nach etwa 9,96 Kilometern östlich von Untersteinach in die Mittlere Ebrach mündet. Ein weiterer bedeutender rechter Zufluss ist der Büchelbach mit einer Länge von rund 6,55 Kilometern, der nordwestlich von Mönchsambach in den Fluss eintritt. Auf der linken Seite ist der Rambach der längste Zufluss, der nach etwa 6,19 Kilometern westlich von Burgwindheim in die Mittlere Ebrach mündet. Zu den weiteren Zuflüssen zählt der Handthaler Graben, der nach ca. 4,80 Kilometern südlich von Ebrach einmündet und mit 334 Metern die höchste Mündungslage aufweist. Zu den kurzen Zuflüssen gehört beispielsweise der Sandwiesenbach, der nach etwa 1,44 Kilometern westlich von Großgressingen in die Mittlere Ebrach mündet.
Zum Vergleich auch die entsprechenden Werte der Mittleren Ebrach selbst.
| Name              | GKZ | Lage   | Länge in km | EZG in km² | Mündungshöhe in m ü. NHN | Mündung                                       |
| ----------------- | --- | ------ | ----------- | ---------- | ------------------------ | --------------------------------------------- |
| Handthaler Graben |     | links  | 04,8        | 006,1      | 333                      | südlich von Ebrach                            |
| Harbach           |     | links  | 04,3        | 006,5      | 321                      | östlich von Ebrach                            |
| Schmerber Graben  |     | links  | 03,2        | 003,4      | 313                      | in Ebrach-Eberau                              |
| Entenbach         |     | rechts | 03,4        | 003,9      | 310                      | östlich von Eberau                            |
| Steinachbach      |     | rechts | 10,0        | 019,6      | 292                      | östlich von Burgwindheim-Untersteinach        |
| Rambach           |     | links  | 06,2        | 010,0      | 289                      | westlich von Burgwindheim                     |
| Schrappachsbach   |     | rechts | 04,7        | 011,8      | 284                      | zwischen Burgwindheim und Burgwindheim-Kappel |
| Geiselbach        |     | links  | 05,5        | 006,3      | 275                      | südlich von Burgebrach-Mönchherrnsdorf        |
| Büchelbach        |     | rechts | 06,6        | 010,7      | 273                      | nordwestlich von Burgebrach-Mönchsambach      |
| Wolfsbach         |     | links  | 03,7        | 003,7      | 273                      | nördlich von Mönchsambach                     |
| Dippach           |     | rechts | 03,9        | 006,3      | 271                      | nördlich von Burgebrach-Dürrhof               |
| Mittlere Ebrach   |     | n. a.  | 29,7        | 134,0      | 261                      | östlich von Burgebrach                        |

### Orte am Lauf
Orte am Lauf mit ihren Zugehörigkeiten. Nur die Namen tiefster Schachtelungsstufe bezeichnen Siedlungsanrainer.
Landkreis Bamberg
- Markt Ebrach
  - Kleingressingen (Dorf, fast nur links)
  - Ebrach (Hauptort, überwiegend links)
  - Eberau (Siedlung, rechts)
- Markt Burgwindheim
  - Untersteinach (Dorf, rechts)
  - Mendenmühle (Einöde, links)
  - Burgwindheim (Hauptort, überwiegend links)
  - Kappel (Dorf, links)
  - Kötsch (Dorf, links)
- Markt Burgebrach
  - Mönchsherrendorf (Pfarrdorf, links)
  - Mönchsambach (Dorf, rechts)
  - Manndorf (Weiler, links)
  - Dürrhof (Dorf, rechts)
  - Krumbach (Weiler, links)
  - Vollmannsdorf (Weiler, links)
  - Klemmenhof (Weiler, rechts)
  - Schatzenhof (Weiler, rechts)
  - Burgebrach (Hauptort, überwiegend rechts)

## Natur und Umwelt

### Fauna
Das Gewässer gilt als fischreich. Es kommen sämtliche wichtige mitteleuropäische Fischarten wie Aal, Bachforelle, Barsch, Hecht, Karpfen, Regenbogenforelle, Rotauge, Schleie und Zander vor.
Im Rahmen der Managementplanung für das FFH-Gebiet Buchenwälder und Wiesentäler des Nordsteigerwald wurde die Fauna der Mittleren Ebrach ausführlich untersucht. Ein besonderer Schwerpunkt der Untersuchungen lag auf dem Nachweis geschützter Arten. Dabei wurde beispielsweise überprüft, ob der in Deutschland streng geschützte Steinkrebs im Fluss vorkommt. Er konnte im untersuchten Gebiet nicht nachgewiesen werden. Auch die Habitatstrukturen wurden lediglich mit der Bewertung ‚B‘, was für eine mäßige Eignung steht, beurteilt.
Ebenso wurde das Vorkommen des Bachneunauges untersucht, einer ebenfalls streng geschützten und in Bayern als gefährdet eingestuften Art. Auch hier blieb ein Nachweis aus, und nur ein kleiner Teil des untersuchten Gebiets wurde als potenziell geeignetes Habitat für das Bachneunauge eingestuft. Die Bewertung der Habitatstrukturen lag im Bereich ‚B-C‘. Stattdessen konnten die Bachforelle sowie der invasive Signalkrebs nachgewiesen werden.

#### Problemfall Signalkrebs
In Europa wird der Signalkrebs als invasive Art betrachtet, da er mehrere charakteristische Kriterien erfüllt. Zum einen ist er Überträger der Krebspest, einer Infektionskrankheit, die durch einen Pilz verursacht wird. Obwohl Signalkrebse immun gegen diese Krankheit sind, erleiden heimische Krebsarten schwere Schäden. Der Pilz befällt unter anderem die Augen der heimischen Arten und führt in der Regel innerhalb von ein bis zwei Wochen zum Tod. Die Sporen des Pilzes werden besonders bei der Häutung oder nach dem Tod der Signalkrebse in großer Zahl ins Wasser freigesetzt, wo sie bis zu drei Wochen überleben können. Diese Sporen können auch durch Ausrüstung wie Gummistiefel oder Kescher ungewollt auf andere Gewässer übertragen werden.
Darüber hinaus sind Signalkrebse direkte Konkurrenten heimischer Krebsarten, sowohl in Bezug auf Lebensraum als auch auf Nahrung. Aufgrund ihrer aggressiveren Natur und ihrer schnelleren Fortpflanzungsrate verdrängen sie die einheimischen Arten. Bei hohen Populationsdichten stellen Signalkrebse zudem eine Bedrohung für Fische, andere wirbellose Tiere und Wasserpflanzen dar.
Da die Mittlere Ebrach in die Rauhe Ebrach mündet, besteht auf lange Sicht das Risiko, dass sich der Signalkrebs auch in bislang unbesiedelte Gewässer ausbreitet. Dies könnte dort zu irreversiblen ökologischen Schäden führen.

### Naturschutz
Die Mittlere Ebrach entspringt im FFH-Gebiet Buchenwälder und Wiesentäler des Nordsteigerwaldes sowie im Vogelschutzgebiet Oberer Steigerwald und dem Naturpark Steigerwald. Im Oberlauf des Flusses durchfließt sie den Naturwald Altengrund (Schutzgebietsnummer 4553), der eine Fläche von 1,06 Hektar umfasst. Dieses Schutzgebiet repräsentiert einen naturnahen, alten Wald aus Buchen und Eichen.
Im Rahmen des Volksbegehrens Artenvielfalt und Naturschönheit in Bayern im Jahr 2019 entschied die Bayerische Staatsregierung, zehn Prozent des Staatswaldes aus der forstwirtschaftlichen Nutzung zu nehmen. Infolgedessen wurde das Gebiet Altengrund im Jahr 2022 offiziell als Naturwald ausgewiesen. Bereits vor dieser Ausweisung war es von den Bayerischen Staatsforsten als Klasse-1-Wald, also nicht wirtschaftlich genutztes Gebiet, geführt worden. Durch die Umwandlung in einen Naturwald ist das Gebiet nun dauerhaft der natürlichen Waldentwicklung überlassen. Dieses Schutzgebiet ist Teil der bundesweiten Initiative zur Förderung der natürlichen Waldentwicklung, die das Ziel verfolgt, langfristig fünf Prozent der deutschen Wälder aus der Nutzung zu nehmen.
Ebenfalls am Oberlauf der Mittleren Ebrach liegt das ökologisch wertvolle Naturschutzgebiet Weihergrund bei Ebrach, das 1988 ausgewiesen wurde und eine Fläche von etwa 24,7 Hektar umfasst. Kernstücke des Gebiets sind drei naturnahe Teiche mit dichtem Röhricht und eine über fünf Hektar große Feuchtgebietsfläche mit Schilf, Seggen und Hochstauden. Feuchtgebietsstreifen, kleine Bachauwaldreste und ein dichter Gehölzsaum ziehen sich entlang der Mittleren Ebrach. In den Teichen wurde der seltene Teichfaden gefunden, und die Teiche sind besonders wichtig für bedrohte Tierarten wie den Laubfrosch, den Grasfrosch, Wasserfrosch, Erdkröte, Bergmolch und Teichmolch. Auch zahlreiche Vogelarten, darunter der Zwergtaucher, die Stockente und der Graureiher, sind hier anzutreffen. Typische Pflanzen wie das Breitblättrige Knabenkraut und das Schmalblättrige Wollgras prägen das Gebiet. Das Ziel der Ausweisung des Naturschutzgebietes ist es, diese wertvollen Lebensräume vor Eingriffen zu schützen, um den Wasserhaushalt und die Bodenbeschaffenheit zu erhalten, die für die bedrohten Arten erforderlich sind.
Der Flusslauf der Mittleren Ebrach ist von verschiedenen Biotopen geprägt. Zwischen Ebrach und Eberau erstreckt sich das Biotop Feuchtflächen und Gehölzsäume in der Aue der Mittleren Ebrach bei Eberau, das Gewässer-Begleitgehölze und andere Feuchtwaldtypen, einschließlich degenerierter Moorstandorte, umfasst. Weiter südlich bei Untersteinach befindet sich das Biotop Gehölzsäume und Feuchtflächen in der Aue der Mittleren Ebrach bei Untersteinach. Ein weiteres bedeutendes Biotop ist das Gehölzsäume und Feuchtfläche bei Kappel, das ebenfalls Gewässer-Begleitgehölze schützt.
Zwischen Mönchherrnsdorf und Mönchsambach gibt es keinen Biotopschutz. Westlich von Burgebrach liegt ein bedeutendes Feuchtbiotop, das überwiegend durch Landröhrichte geprägt ist. Weitere Biotoptypen in diesem Bereich umfassen Großseggenriede außerhalb der Verlandungszone, Großröhrichte und Seggen- oder binsenreiche Nasswiesen sowie feuchte Hochstaudenfluren. Östlich von Burgebrach erstreckt sich ein weiteres Hauptbiotop, das Natürliche und naturnahe Fließgewässer umfasst. Hier sind auch Ufergehölze naturnaher Fließgewässer und Großröhrichte zu finden.
Es ist zu beachten, dass die Biotopkartierung außerhalb des FFH-Gebietes aus dem Jahr 1988 stammt und die Aktualität der vorliegenden Daten möglicherweise bezweifelt werden kann.